# 広島サンプラザ
広島サンプラザ（ひろしまサンプラザ、英: Hiroshima Sunplaza）は、広島県広島市に1985年（昭和60年）9月に開館した施設。雇用促進事業団が設置した勤労者福祉施設の一つであったが、2003年（平成15年）度に広島市に105万円で譲渡され、広島県と広島市が出資する財団法人広島勤労者職業福祉センターが管理・運営を行っていた。2011年（平成23年）4月1日に（財）広島市文化財団・(財）広島市ひと・まちネットワークと合併統合され、新たに設立された（公財）広島市文化財団（旧広島市未来都市創造財団）の1施設となった。

## 施設概要
全体は施設本体とサブホール（附属体育館）から成り、施設本体は更にホール棟と宿泊・宴会室棟（東洋観光グループによる運営）に分かれている。施設のすぐ横にはやはり財団法人広島勤労者職業福祉センターが広島市からの受託という形で管理・運営を行っている西部埋立第五公園と同公園地下駐車場がある。
施設本体のうち、ホール棟はアリーナ形式となっており、スポーツ関連催事を中心にコンサート等にも利用されている。一例として、広島市の成人祭（成人式）は毎年ここで行われている。また、1994年のアジア競技大会では新体操と柔道が、1996年のひろしま国体では体操競技がそれぞれ行われた。2014年からBリーグ・広島ドラゴンフライズのホームアリーナとして利用されている。
一方、宿泊・宴会室棟は全54室の客室他、各種会議・研修・宴会・カルチャークラブなどに利用可能な大小9つの洋室と2つの和室、そして婚礼向けの施設を備えている。
なお、宿泊の予約は宿泊日の半年前にあたる月の1日から受け付けられ、施設の公式サイト上では直近の4ヶ月間の空室状況が確認できるようになっている。ただし、現在のところ施設の公式サイトからのネット宿泊予約は出来ないが、外部の宿泊予約サイトを通じての宿泊予約は可能である。
2010年10月から2011年1月まで老朽化に伴い改修工事が行われた。

## 施設構成
- ホール棟（広島サンプラザホール）
  - 長方形アリーナ形式ホール（収容人員等は右上の表を参照）
- 宿泊・宴会室棟
  - 客室（和室タイプ10室、洋室タイプ44室…計54室。ブロードバンド未対応。）
  - 宴会場（和室タイプ2室、洋室タイプ9室（うち2室は合併使用可））
  - レストラン「クレセント」及びラウンジ
  - ロビー「太陽の広場」（パイプオルガン有。婚礼用途。）
- サブホール（附属体育館）

## アクセス
- JR山陽本線 新井口駅から徒歩5分
  - 広島駅・横川方面 - 新井口駅 - 宮島口・岩国方面
- 広島電鉄宮島線（2号線） 商工センター入口駅から徒歩5分[2]
  - 八丁堀・紙屋町方面 - 商工センター入口駅 - 広電宮島口方面
- アルパークバスターミナルから徒歩3分
- サンプラザ前バス停から徒歩1分
- 山陽自動車道 五日市インターチェンジから車で10分（駐車場は約450台収容）

## 周辺の施設
- アルパーク
- 広島西警察署
- 広島西消防署井口出張所
- 広島市中小企業会館
- 広島商工センター郵便局
- 広島銀行広島西支店
- もみじ銀行商工センター支店
- ヤマダデンキアウトレット&ホビー館アルパーク前店（テックランドとしては「tecc Life Select広島アルパーク店」に改称、業態転換の上アルパーク西棟3階に移転）
- エディオンアルパーク南店

## 施設外観（ギャラリー）

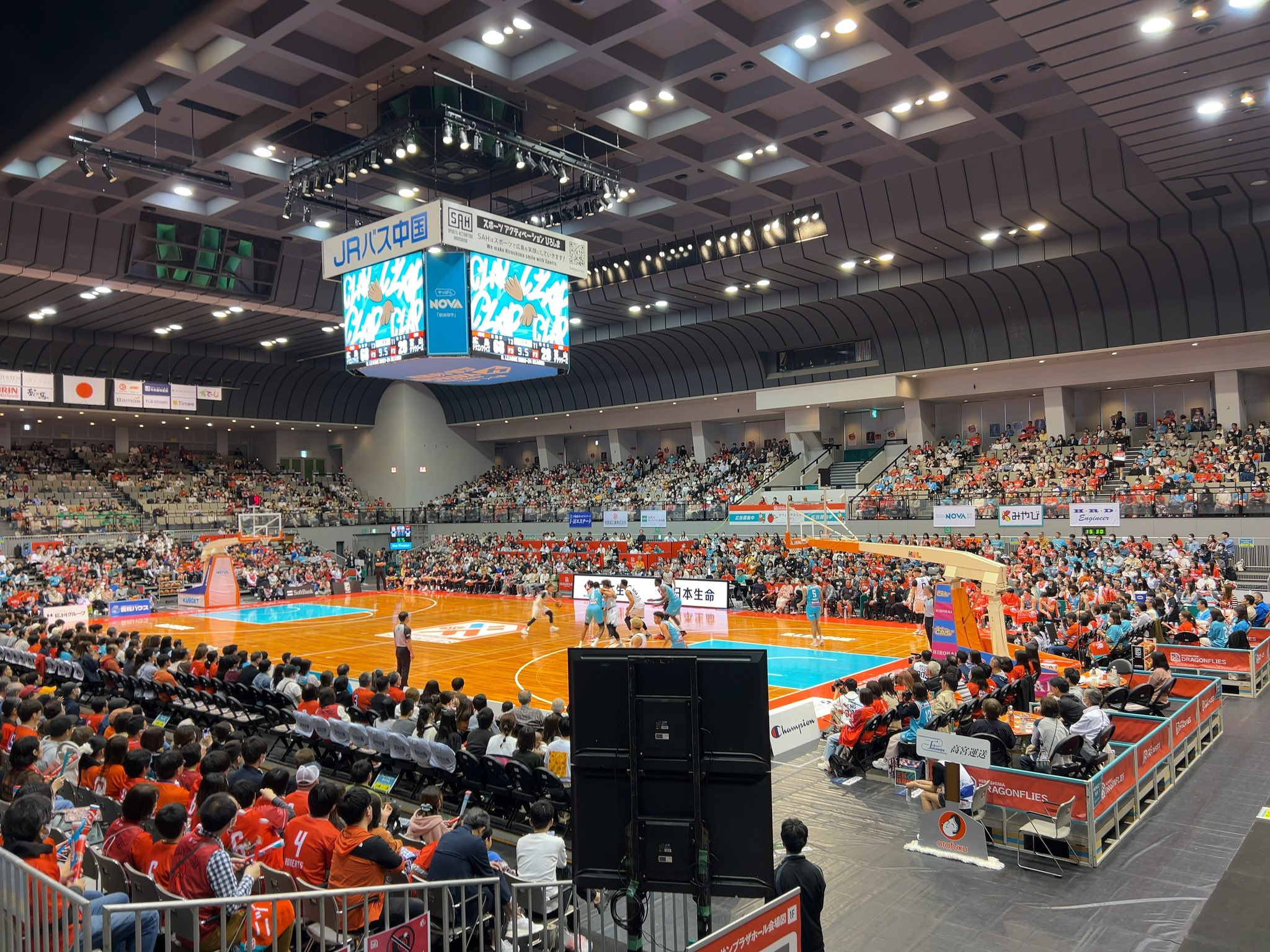
Bリーグ試合風景
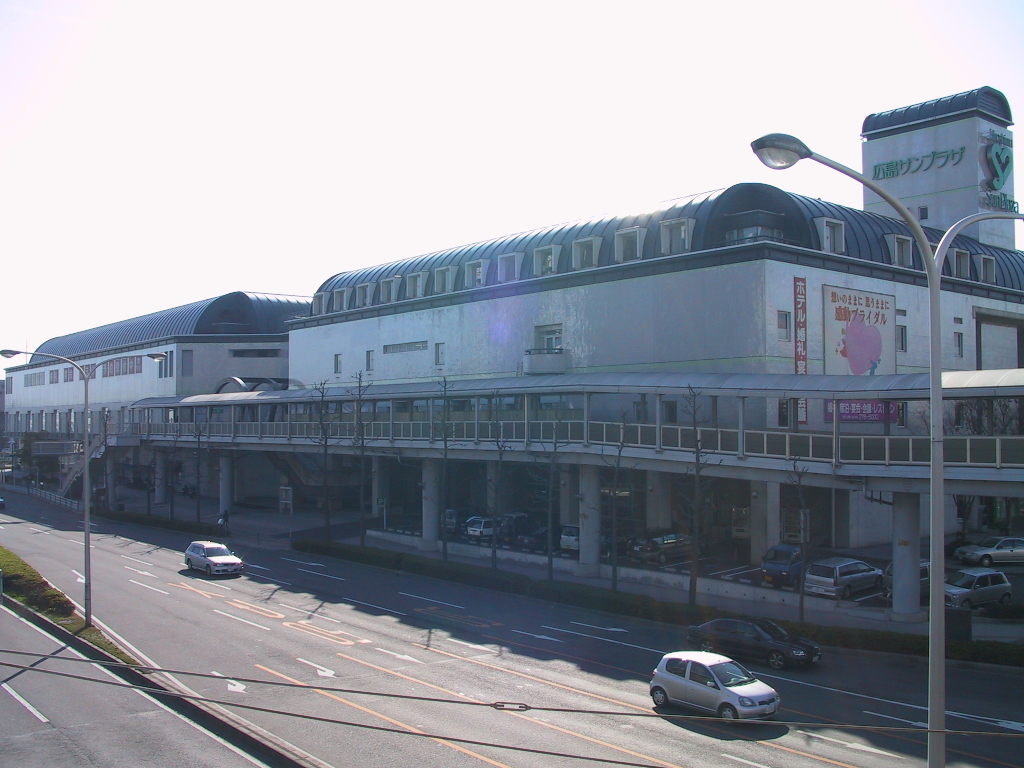
道路側側面（手前が宿泊・宴会室棟、奥がホール棟）
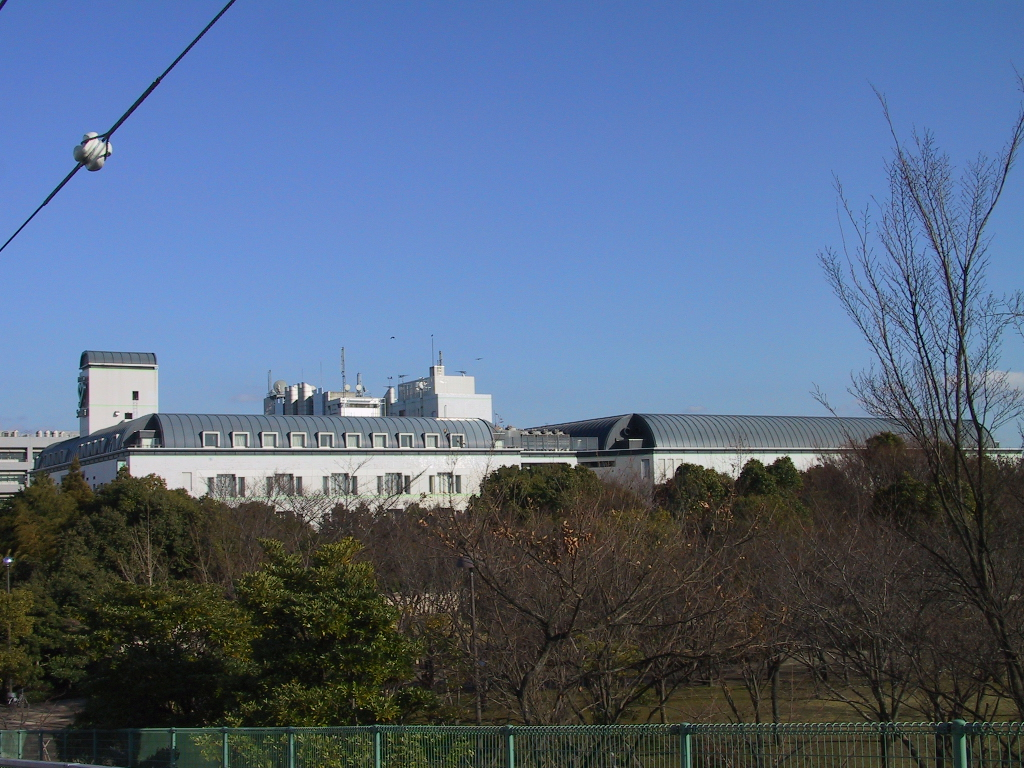
公園側側面（左が宿泊・宴会室棟、右がホール棟）
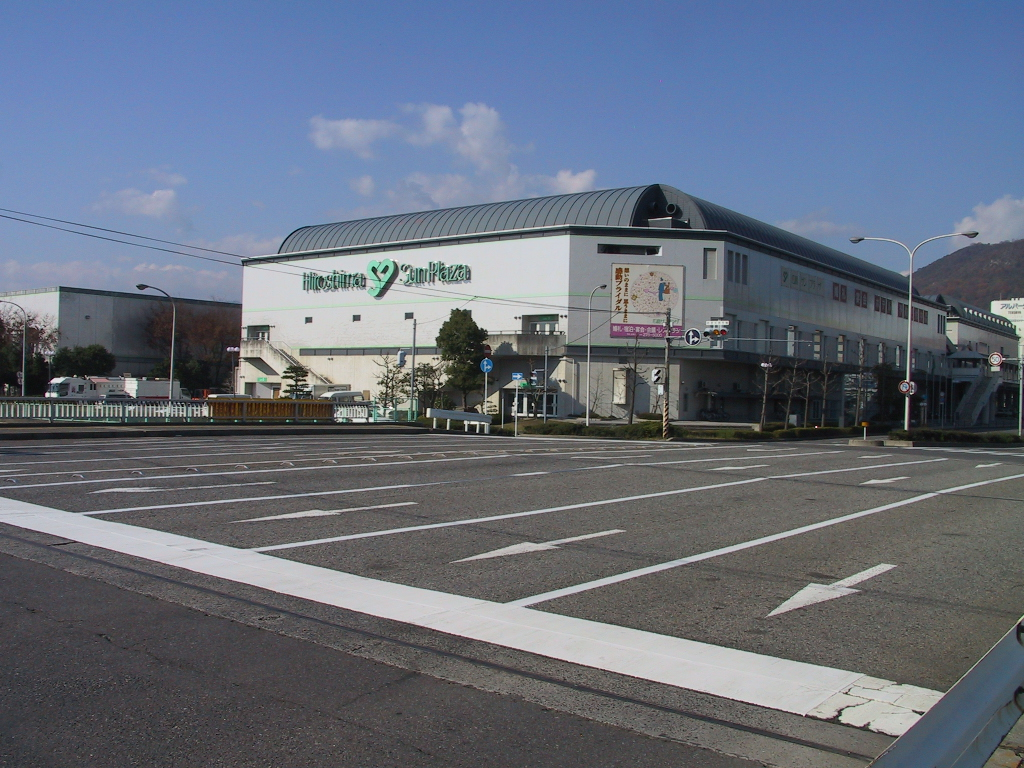
広島西警察署側正面
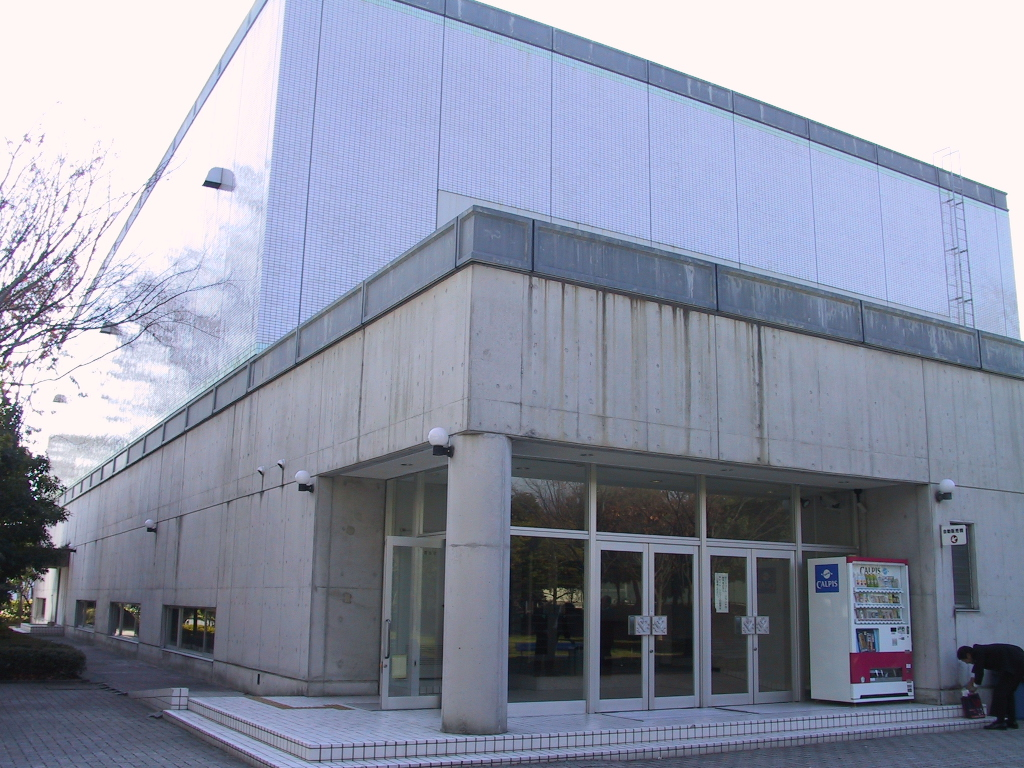
サブホール（附属体育館）
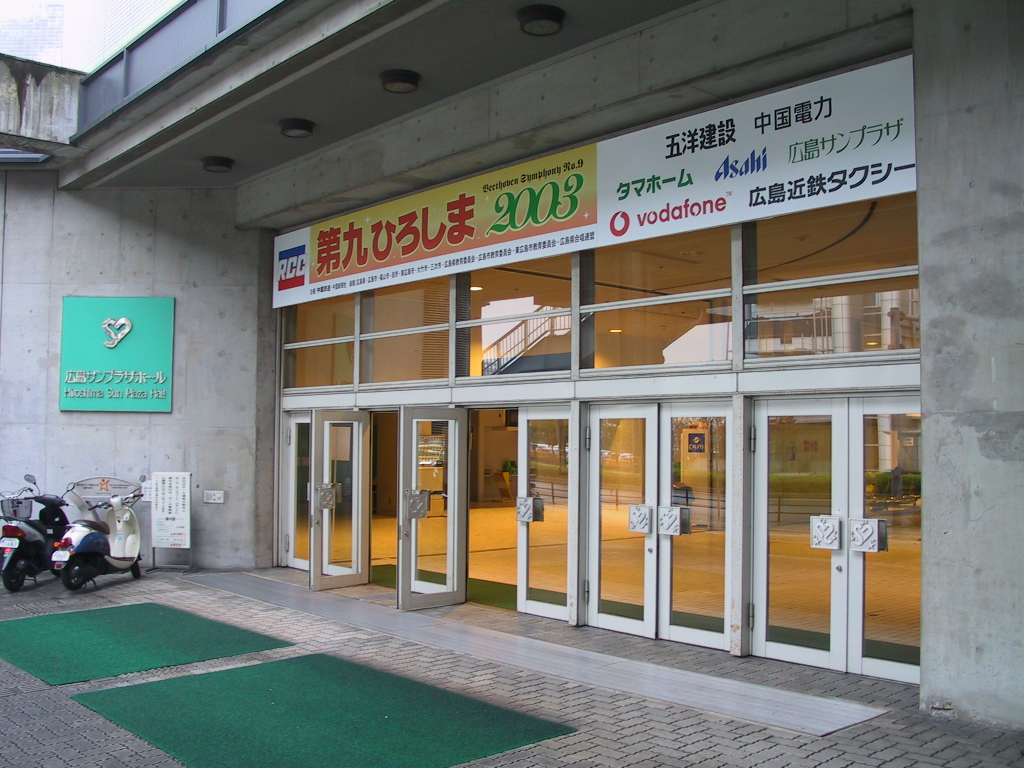
道路側玄関
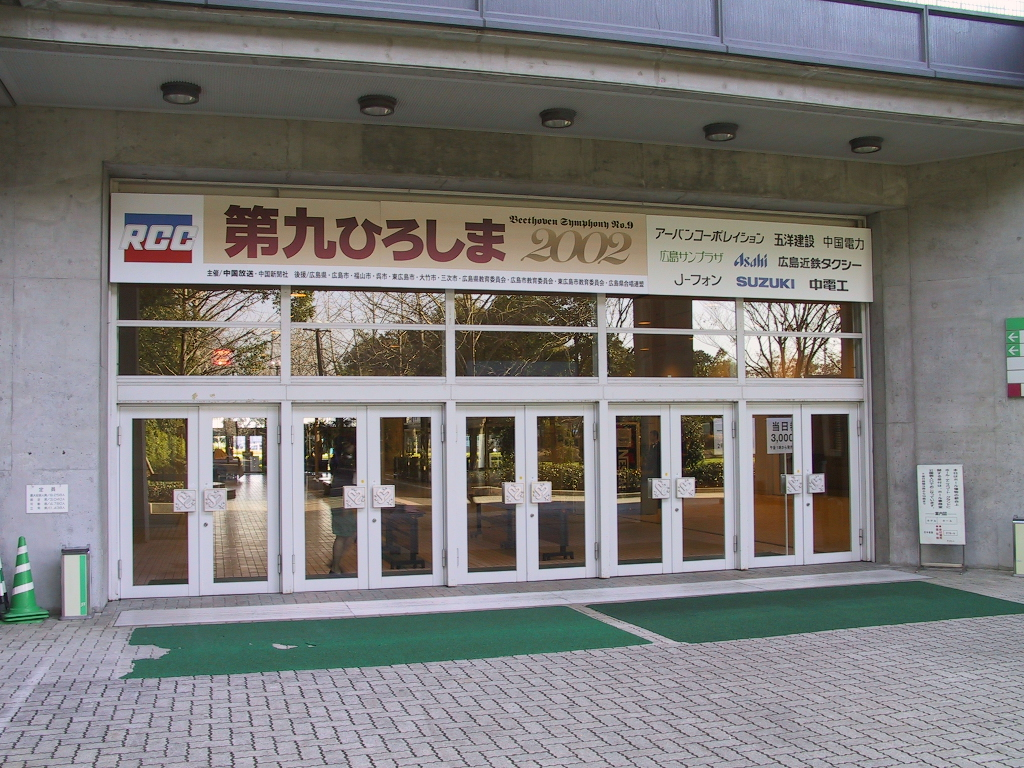
公園側玄関